# Aubert & Cie
Pour les articles homonymes, voir Aubert.
Aubert & Cie est une ancienne entreprise française, à la fois imprimeur, librairie, maison d'édition et lithographe, fondée à Paris en 1829 et disparue en 1863.

## Histoire de l'entreprise

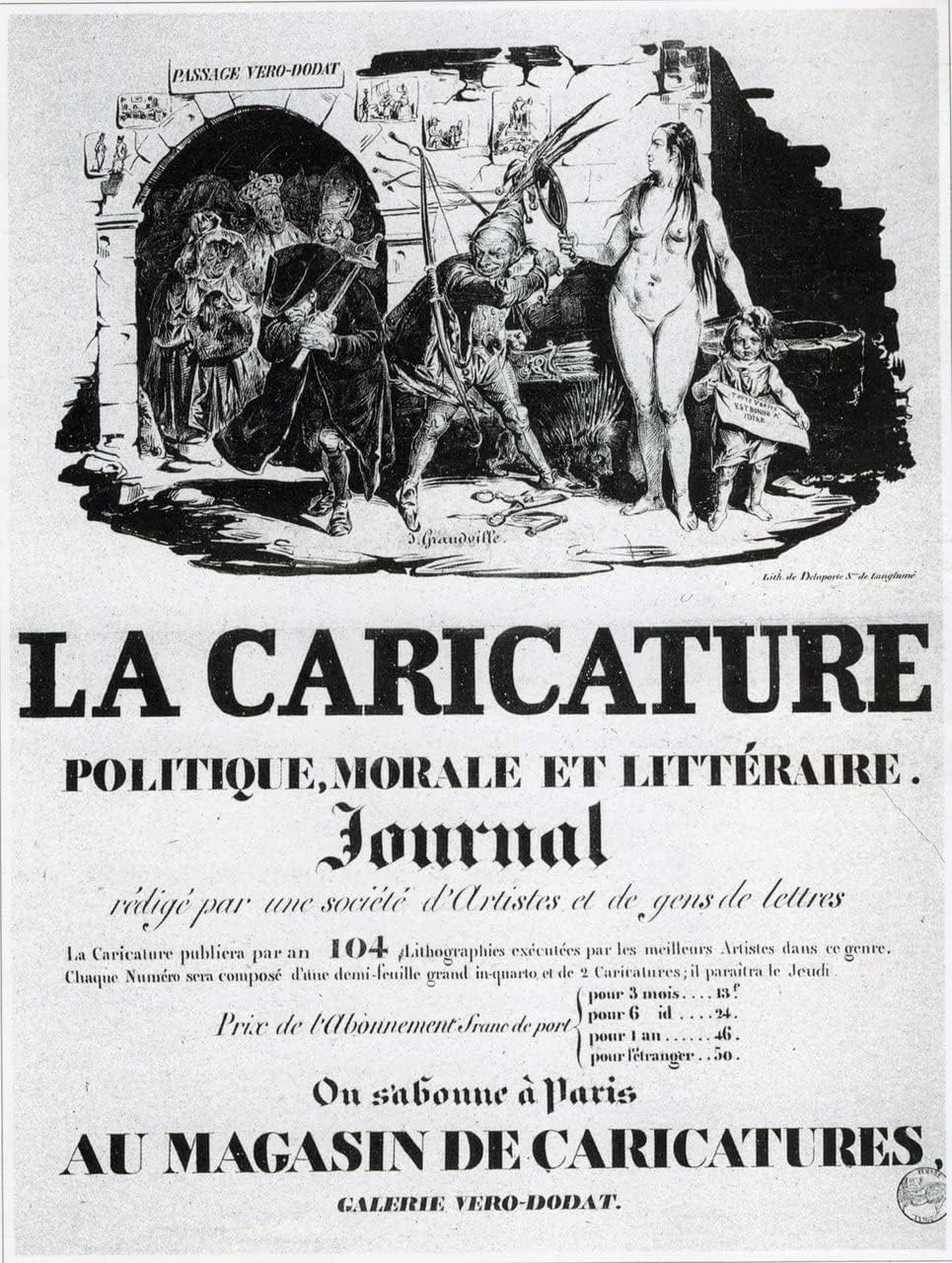
Affiche publicitaire pour le lancement de La Caricature (1830).

Ancien notaire originaire de Lyon, Gabriel Aubert (1784-1847) devient le beau-frère de Charles Philipon en épousant Marie Françoise Philipon (1794-1851) : le couple eut deux filles,. 
Les deux hommes s'associent (Marie avança les capitaux pour son époux) et ouvrent à Paris le 15 décembre 1829, à l’entrée de la galerie Véro-Dodat, une boutique qui propose des estampes et des albums (dont ceux de Hautecœur-Martinet), essentiellement des lithographies, dont la vogue gagnait depuis dix ans la capitale. Dans un climat tendu sur le plan politique, le règne de Charles X n'étant pas favorable à la liberté de la presse, les deux hommes éditent Charlet et Grandville, qu'il connaissent bien. Par ailleurs, Philipon devient rédacteur à La Silhouette, un album lithographique hebdomadaire lancé le 24 décembre suivant, contenant des caricatures satiriques. Initié au dessin lithographique, Philipon y publiera dès avril 1830, une caricature ciblant Charles X. 
Durant les journées de Juillet, la maison Aubert devient la forteresse des idées nouvelles, l'un des bastions destinés à lutter pour la liberté d'expression. Avec le changement de régime, l'époque bien que devenant plus favorable au lancement de périodiques satiriques, reste sensible au délit de diffamation. Aubert et Philipon lancent donc le 4 novembre 1830 La Caricature morale, religieuse, littéraire et scénique, un hebdomadaire illustré vendu uniquement par abonnement. Ce fut Balzac qui en rédigea le prospectus. Le 1er décembre 1832, le duo lance un quotidien illustré, Le Charivari, plus agressif, proposant dans chaque cahier de quatre feuilles une lithographie originale bien entendu satirique. Le tirage moyen est de 2 500 exemplaires, suffisant pour que se poursuive l'aventure éditoriale. Toutefois, Aubert, et son imprimeur, Delaporte, sont condamnés plusieurs fois, entre autres en janvier 1832 pour la publication de La Poire, caricature du roi Louis-Philippe.

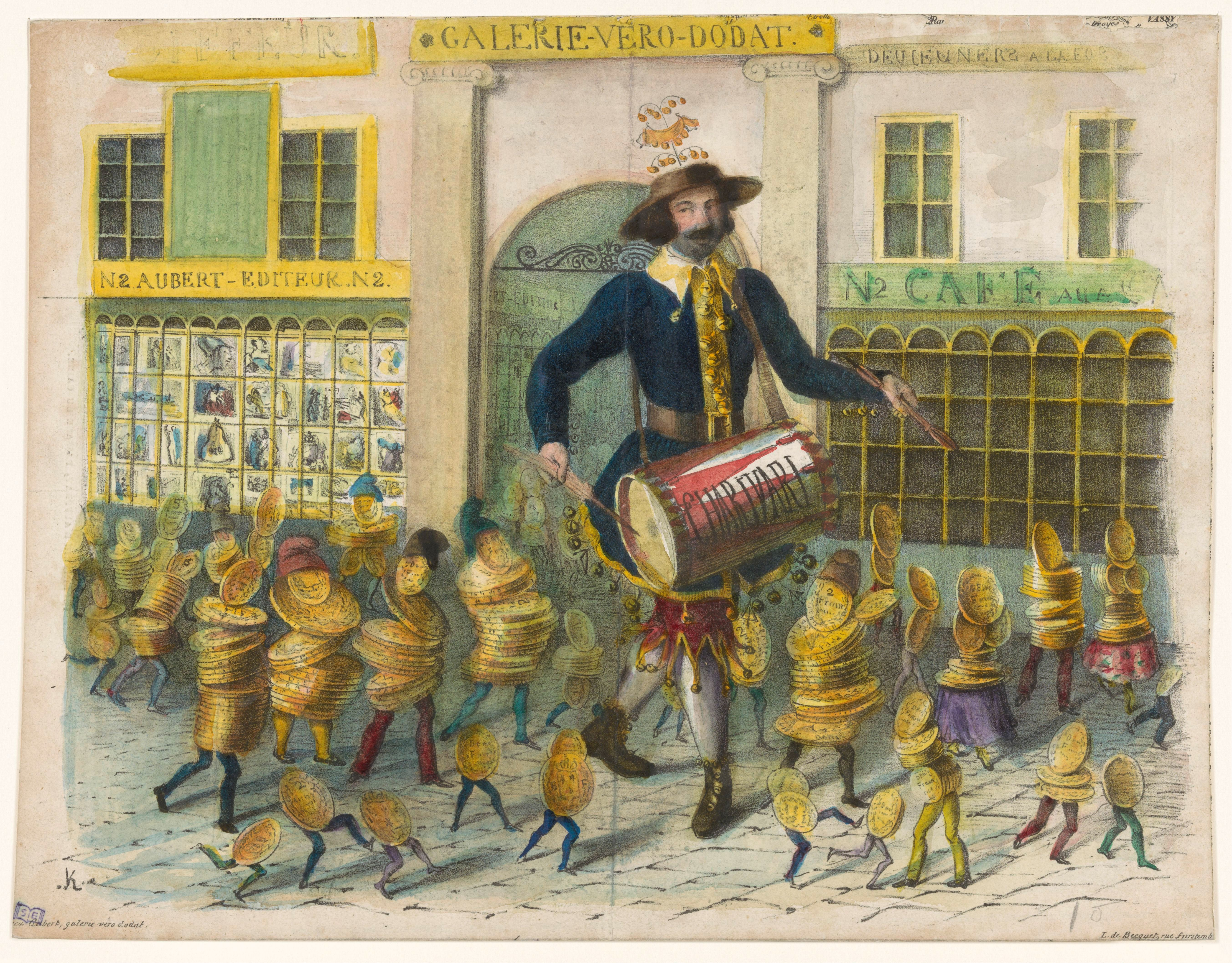
La maison Aubert et le lancement du Charivari (affichette lithographiée, 15 janvier 1834).

La boutique Aubert devient un lieu fréquenté par de nombreux dessinateurs et écrivains. Le crayon de Daumier y connaît un succès grandissant. Si Philipon possède bien l'âme artistique nécessaire, l'entreprise tourne essentiellement grâce à Aubert et surtout, son épouse. Le couple embauche alors un jeune apprenti lithographe, Pierre Théophile Junca qui va prendre des parts dans l'entreprise et sans doute servir de prête-nom, car Aubert est lâché par ses imprimeurs, effrayés par les procès, au moment où est promulguée la loi sur la presse du 9 septembre 1835. En 1836, la maison déménage à quelques mètres, au 10 rue du Bouloi, installant dans les locaux une presse à imprimer. Junca et Aubert obtiennent le brevet de lithographe. L'entreprise multiplie les investissements et augmente ainsi les charges : un deuxième local rue du Bouloi, une boutique galerie Colbert... La crise de 1837-1838 n'arrange pas les choses, tandis que les procès se poursuivent. Aubert va peu à peu lâcher le politique pour intensifier la vente de livres illustrés, entre autres destinés à la jeunesse. En 1841, la maison Aubert déménage à nouveau, et s'installe place de la Bourse, en plein quartier des affaires. Aubert met fin à La Caricature en 1843, et avait revendu dans l'intervalle Le Charivari le 28 décembre 1836 à Armand Dutacq pour 35 000 francs (tout en continuant de l'imprimer), mais poursuit la vente d'estampes et de matériel décoratif afférent, ciblant ainsi une clientèle plus bourgeoise. Il y eut quelques succès, des produits dérivés, comme L'Almanach prophétique (lancé en décembre 1840) ou Les Physiologies (1841-1842).
Gabriel Aubert meurt en mars 1847, et c'est sa veuve qui reprend les commandes de l'entreprise. Elle est la première éditrice de Gustave Doré (Les travaux d'Hercule], imprime des périodiques pour des confrères comme Le Journal pour rire, le Journal des couturières et des modistes. Après sa mort, l'impression du Charivari est cédée en 1851 à Charles Trinocq et les pierres lithographiques à Lemercier. Le siège déménage au 27, rue Croix-des-Petits-Champs, et le fonds (estampes et livres) est racheté en 1853 par l'éditeur Arnaud de Vresse, qui ferme l'établissement en 1863.